# Glabbeek (Brabancja Flamandzka)
Glabbeek – miejscowość i gmina (gemeente) w Belgii, w Regionie Flamandzkim, w prowincji Brabancja Flamandzka, w okręgu Leuven. 1 stycznia 2024 roku liczyła 5425 mieszkańców.

## Podział administracyjny
W skład gminy wchodzą cztery dzielnice (deelgemeente):
- Attenrode
- Bunsbeek
- Glabbeek-Zuurbemde
- Kapellen

## Demografia
- Źródła: NIS, od 1806 do 1981= według spisu; od 1990 liczba ludności w dniu 1 stycznia

1 stycznia 2024 całkowita populacja Glabbeek liczyła 5425 osób. Łączna powierzchnia gminy wynosi 26,99 km², co daje gęstość zaludnienia 201 mieszkańców na km².